# 레벨데
《레벨데》(스페인어: Rebelde)는 2004년부터 2006년까지 방영된 멕시코의 텔레노벨라이다.